# 李讓 (永樂進士)
李讓（14世紀—15世紀），湖廣荊州府荊門州當陽縣人，明朝政治人物。

## 生平
李讓個性端恪，砥礪節操，是建文元年（1399年）的舉人，永樂二年（1404年）成進士，獲授大理寺評事，轉任廣東布政使司右參議，為官清苦不渝有聲譽，在任內去世。

## 引用
1. 1 2  康熙《當陽縣志·卷四》：進士……明 李讓，邑人，登永樂壬辰【甲申】科進士，性端恪，務自砥礪，初授大理寺評事，歷廣東右參議，居官清苦不渝有治聲，卒於官。
2. ↑  宣統《湖北通志·卷一百二十四·人物志二》：建文元年己卯科（舉人）盧文政榜……李讓 見進士，據縣志補